# Список заповідників Азербайджану
 В Азербайджані нараховується 13 природних заповідників, згідно з даними Міністерства культури та туризму Азербайджану. Державні заповідники та інші природоохоронні землі займають 2,5% території Азербайджану. Діяльністю з охорони флори та фауни і заповідників у країні займається Міністерство екології та природних ресурсів Азербайджану.
Заповідники створені з метою збереження в первозданному вигляді характерних та рідкісних природних комплексів, а також вивчення природних процесів та подій. На території заповідників заборонено використання в господарських цілях земель, а також водойм, рослинного та тваринного світу, що знаходяться в межах охоронної зони.

## Таблиця заповідників
| Назва                       | Провінція            | Площа, га | Дата заснування |
| --------------------------- | -------------------- | --------- | --------------- |
| Гараязький заповідник       | Агстафинський район  | 9568      | 1978            |
| Гейгельський заповідник     | Гейгельський район   | 6739      | 1925            |
| Кизилагацький заповідник    | Ленкоранський район  | 88 400    | 1929            |
| Загатальський заповідник    | Загатальський район  | 23 800    | 1929            |
| Тур'янчайський заповідник   | Шекінський район     | 22 500    | 1958            |
| Піргулинський заповідник    | Шамахинський район   | 4274      | 1968            |
| Ширванський заповідник      | Ширван               | 6232      | 1969            |
| Гараязський заповідник      | Агстафинський район  | 9568      | 1978            |
| Басутчайський заповідник    | Зангеланський район  | 107       | 1974            |
| Ісмаїллинський заповідник   | Ісмаїллинський район | 5778      | 1981            |
| Гарагельський заповідник    | Лачинський район     | 240       | 1987            |
| Ілісуйський заповідник      | Ґахський район       | 17 381    | 1987            |
| Шагбузький заповідник       | Шагбузький район     | 3139      | 2003            |
| Заповідник Ельдарська сосна | Самухський район     | 392       | 2004            |

## Кизилагацький державний заповідник
Кизил-агацький державний заповідник був створений на північно-західному узбережжі Каспійського моря, площею 884 км², з метою захисту, створення умов для зимівлі та гніздування мігруючих, болотних та диких птахів у 1929 році. Заповідник був включений в список Конвенції ЮНЕСКО "Про міжнародно важливі болотні місця, як середовище проживання птахів". Більша частина птахів, включена до Червоної книги Азербайджану, може бути знайдена на території заповідника та прилягаючих територіях. Заповідник нараховує близько 248 видів птахів. Такі ссавці як дикий ведмідь, вовк, дикий кіт, борсук, соболь, лисиця тощо населяють захищену територію. Всього є 54 види риб у водоймах заповідника.

## Тур'янчанський державний заповідник
Тур'янчанський державний заповідник був створений в 1958 році, площею 126,3 км² з метою захисту, відновлення посушливих лісових комплексів у Боздазі та профілактики ерозійних процесів у гірській заповідній зоні. Територія заказника була розширена до 225 км² в січні 2003 року. На території можуть бути знайдені три типи ялівцю, грузинський дуб, гранат тощо. Також наявні 24 види ссавців, 112 видів птахів, 20 видів плазунів та 3 види земноводних.

## Піргулинський державний заповідний
Піргулинський державний заповідник був створений у 1968 році, площею 15,21 км2 для охорони гірських лісів, різнотрав'я, родючих ґрунтів, розширення лісових площ, запобіганню забруднення повітря. Можна зустріти таких ссавців як бурий ведмідь, вовк, лісова кішка, рись, ласка, вепр, сарна тощо. Площа заповідника була розширена у 2003 році до 43 км².

## Ширванський державний заповідник
Ширванський державний заповідник був створений на частині Бендованського державного заповідника у 1969 році, площею 177,45 км² з метою захисту та збільшення кількості водоплавних птахів. Територія заповідника була розширена до 258 км² у 1982 році. Запаси води займають 3,500 км² від загальної території.
Запаси характеризуються багатою орнітологічною фауною. Рідкісні та цінні птахи гніздяться та зимують у болотистій місцевості. Велика частина заповідника була віднесена до Шриванського Національного парку в 2003 році, тому зараз загальна площа становить 62,32 км².

## Гобустанський державний заповідник
Гобустанський державний заповідник є одним із найнезвичайніших місць на Землі. Він був створений у 1966 році, коли регіон був оголошений національною історичною пам'яткою Азербайджану з метою зберегти давні різьблені печери, грязьові вулкани та газові камені регіону.
Заповідник є дуже багатим на археологічні пам'ятки, заказник має більш, ніж 600,000 гірських малюнків, із зображеннями первісних людей, тварин, сцен сутичок, ритуальних танців, боїв биків, човнів із озброєними веслярами, воїнів із списами в руках, верблюжих караванів, Сонця та зірок, що датуються в середньому від 5,000 до 20,000 років.

### Грязьові вулкани
Вважається, що приблизно 300 із 700 світових грязьових вулканів розміщені у Гобустані, Азербайджан та Каспійському морі. Багато геологів, так само, як і місцеві та міжнародні туристи навідують такі місця як Кратер Фіруз, Гобустан, Сальян та завершують щасливу подорож огорнутими болотом, яке, між іншим, володіє також і лікувальними властивостями. У 2001 році один грязьовий вулкан в 15 км від Баку підняв увесь світ на ноги, коли раптом почав виверження полум'я заввишки 15 метрів.

### Гавал Даш
Гавал Даш це природний музичний камінь, який може бути знайдено тільки в Гобустані, Азербайджан. З-поміж кам'яних брил є великий плоский камінь сформований з 3-х шарів. Досить торкнутися до нього маленьким камінцем, як одразу поширяться мелодійні звуки. Камінь називається Гавал Даш, його звук може бути порівняний з бубном. Існує версія, що він був сформований завдяки унікальному клімату, нафті та газу, що знайдені в тій частині Азербайджану.
Сьогодні Гобустан є найпопулярнішим державним заповідником та безцінним скарбом для країни.